# Edgar Whitcomb
Edgar Doud Whitcomb (Hayden, 6 novembre 1917 – Rome, 4 febbraio 2016) è stato un politico statunitense.
Figlio di John Whitcomb e Louise Doud Whitcomb, fu il 43º governatore dello stato dell'Indiana.

## Biografia
In gioventù fu un buon atleta specialmente nel gioco del basket. Si arruolò nell'Aviazione degli Stati Uniti nel 1940 e fu assegnato allo scenario del pacifico. La sua esperienza nella Battaglia delle Filippine, dove fu anche fatto prigioniero, è descritta nel suo primo libro: Escape from Corregidor, pubblicato nel 1958. Si ritirò dal servizio attivo nel 1946, pur rimanendo come riservista per i due decenni successivi. Il secondo libro di Whitcomb, On Celestial Wings, fu pubblicato nel 1995.
Dopo la guerra frequentò la Indiana University School of Law di Indianapolis. Dopo la laurea nel 1954, ha svolto il praticantato a North Vernon, Indiana. Whitcomb fu eletto al senato dell'Indiana nel 1950. Si candidò e fu eletto come segretario dello Stato dell'Indiana nel 1966 e in seguito Governatore nel 1968. Whitcomb fu governatore dello Stato dell'Indiana dal 1969 al 1973.
Nel 1976, Whitcomb si candidò al Senato degli Stati Uniti ma fu sconfitto dal sindaco di Indianapolis: Richard Lugar. Decise quindi di tornare al suo lavoro di avvocato nel sud dell'Indiana.
Durante gli anni ottanta Whitcomb si imbarcò per un giro intorno al mondo in barca a vela in solitaria.
Si è poi ritirato a vita privata nel sud dell'Indiana.